# وی میکس
وی مکیس (به انگلیسی: vMix) یک نرم‌افزار میکسر ویدئو است که برای سیستم عامل ویندوز ایجاد شده‌است. این نرم‌افزار توسط StudioCoast PTY LTD توسعه یافته‌است. این نرم‌افزار یکی از نرم‌افزارهای استودیوی مجازی است که با قابلیت‌های فراوان خود به کاربران اجازه می‌دهد تا ورودی‌ها را تغییر دهند، صدا را مخلوط کنند، خروجی‌ها را ضبط کنند و دوربین‌ها، فایل‌های ویدیویی، صدا و موارد دیگر را با وضوح حداکثر 4K پخش کنند. این نرم‌افزار همچنین قادر است در بسیاری از موارد نیازهای بزرگنمایی تصویر (IMAG) و طرح‌ریزی را با گزینه‌های مختلف خروجی و نمایش خارجی قابل تنظیم انجام دهد.
وی میکس در نسخه‌های مختلف از نظر قیمت و ویژگی‌های موجود در دسترس است. نسخه‌های فعلی شامل Basic, Basic HD, SD, HD، 4K و Pro است. کاربران می‌توانند برای تفاوت بین نسخه اصلی خریداری شده و نسخه ای که می‌خواهید به آن ارتقا دهید، از یک نسخه به نسخه دیگر ارتقا دهند. به‌روزرسانی‌ها به‌مدت ۱ سال با خرید هر نسخه به‌صورت رایگان ارائه می‌شوند، پس از ۱ سال کاربران می‌توانند سال‌های اضافی را با ۶۰ دلار آمریکا خریداری کنند.
از آنجا که وی میکس یک راه حل نرم افزاریست، کاربران می‌توانند با هزینه‌هایی به مراتب خیلی کمتر از تجهیزات سخت‌افزاری سنتی، رایانه‌های شخصی خود را به استودیوها و سویچرهای مجهز تبدیل نمایند.
این نرم‌افزار بر روی کارت‌های ویدئویی اختصاصی Nvidia بهترین عملکرد را دارد.

## امکانات

### تماس تصویری
با انتشار نسخه ۱۹، تماس تصویری در دسترس قرار گرفت و این اولین بار بود که یک نرم‌افزار میکسر تصویری با ویدئو کنفرانس داخلی منتشر شده‌است. با تماس vMix، هر شخص ثالثی که به مرورگر وب (در هر پلتفرم از جمله تلفن همراه) دسترسی داشته باشد، می‌تواند از راه دور به نرم‌افزار vMix متصل شود. این به اپراتور اجازه می‌دهد تا تماس را در یک پخش زنده به همان روشی که با هر منبع دیگری انجام می‌دهد، وارد کند. تعداد تماس‌های هم‌زمان براساس نسخه با ۱ تماس‌گیرنده در سطح HD، ۴ تماس با ۴K و ۸ تماس در سطح حرفه‌ای متفاوت است. تماس vMix با نسخه‌های Basic یا Basic HD در دسترس نیست.

### vMix شبکه‌های اجتماعی
vMix Social به اپراتورها اجازه می‌دهد تا محتوای رسانه‌های اجتماعی و نظرات را از توییتر، فیس بوک، توییچ، یوتیوب Live و اینستاگرام و کانال‌های IRC ترکیب کنند. محتوا را می‌توان از هر مرورگر وب در صف قرار داد و با عنوان‌های متحرک در vMix ادغام کرد.

### پخش فوری vMix
بازپخش فوری حرکت آهسته برای حداکثر ۸ دوربین HD که به کاربران امکان می‌دهد کلیپ‌ها را با سرعت ۵–۴۰۰٪ پخش کنند. همچنین از ۲ کانال پخش 4K و نرخ فریم بالا (تا ۲۴۰ فریم در ثانیه) پشتیبانی می‌کند.

### موتور گرافیکی GT
با انتشار نسخه ۲۲، vMix یک موتور گرافیکی جدید برای تصاویر و پوشش‌ها به نام «موتور گرافیکی GT» ارائه گردید که در آن یک برنامه کاربردی و عنوان جامع تر به نام "GT Title Designer" وجود داشت و از عملکرد قویتری نسبت به نمونه‌های قبلی برخوردار است و از انیمیشن‌ها نیز پشتیبانی می‌کند. نسخه ۲۲ همچنین یک کدک اختصاصی را با هدف ساده‌سازی پس از تولید عرضه کرد: "vMix Video Codec" که دارای "کیفیت مشابه ProRes است.

### مجموعه‌های مجازی HD با کلید CHROMA
قابلیت استفاده از ویدئوهای ساخته شده در مجموعه‌های مجازی- یا ویدئوهایی که خودتان با یک پرده سبز می‌توانید ضبط نمایید با قابلیت زوم حرکت کامل- از پیش تنظیم، موقعیت دوربین قابل تنظیم و کلید Chroma با کیفیت بالا- با یا بدون مجموعه‌های مجازی متناسب با نیازهای تولیدی خود استفاده کنید.

### پخش زنده
vMix 25 قابلیت پخش جریانی در شبکه محلی از طریق HLS را با استفاده از قابلیتی به نام LiveLAN اضافه کرد.

### ویژگی‌های دیگر
- از طریق رمزگذار داخلی اف اف امپگ و FMLE به چندین منبع همزمان می‌تواند متصل شود.
- ضبط‌های محلی را در قالب‌ها و کانتینرهای متعدد از جمله h.264 MP4 و vMix Video Codec، یک کدک تخصصی که برای افزایش سرعت و کارایی در vMix، بر اساس AVI توسعه یافته‌است، انجام دهید.
- گزینه‌های خروجی تصویر و صدا خارجی و مجازی.
- پشتیبانی کامل از ورودی و خروجی رابط دستگاه شبکه (NDI).
- پشتیبانی از حداکثر ۱۰۰۰ دوربین، بسته به سخت‌افزار کامپیوتر، با مقیاس بندی و تبدیل نرخ فریم.
- پشتیبانی از محبوب‌ترین فرمت‌های فایل‌های ویدئویی، صوتی و تصویری. به‌طور مستقل یا در یک "لیست پخش" اضافه شده‌است.
- کلید کروما (صفحه آبی/سبز)، کلید لوما و کلید آلفا.
- شبکه‌های مجازی
- امکان اضافه کردن انواع
- انتقال و استینگرها
- یک ویرایشگر عنوان پیشرفته که با نسخه ۲۱ شروع می‌شود. از انیمیشن‌ها و عملکردهای پیچیده‌تر از برنامه کلاسیک «Title Designer» پشتیبانی می‌کند.
- دارای قابلیت میکس صدا از جمله امکان نادیده گرفتن، دنبال کردن (میکس خودکار) و به تأخیر انداختن هر منبع. هر ورودی دارای یک EQ، کمپرسور و جلوه Noise Gate است.
- پشتیبانی از افزونه VST (فقط VST3)
- پشتیبانی از کنترلرهای MIDI
- Multi-Corder: ابزاری که امکان ضبط همزمان چندین ورودی دوربین را به یک درایو متصل می‌دهد. در نظر گرفته شده برای ضبط دوربین‌های خام جدا از ترکیب نهایی تولید شده توسط برنامه.
- کنترل دوربین Pan-tilt-zoom (PTZ).
- پشتیبانی Tally light هم برای سخت‌افزار و هم برای وب.
- پشتیبانی از ورودی دوربین‌ها و سایر منابع و خروجی منابع جداگانه و خروجی اصلی از طریق پروتکل NDI نیوتک.
- پشتیبانی از ورودی و خروجی SRT در تمامی نسخه‌های vMix، از نسخه ۲۳.